# Dimnice (jama)
Jama Dimnice je med vasema Slivje in Markovščina v občini Hrpelje - Kozina. Ti dve vasi sta ob glavni cesti Reka–Trst. Jama se pojavi, kot dve veliki brezni globoki 40 m. Ta je nastala na stičišču flišnatega in apnenčastega sveta. Jama je zaščitena kot naravni spomenik. 

## Ime
Jama je dobila ime po dimu, ki se vali iz nje. Ta nastane zato, ker se mrzel zrak spusti v večje brezno in skozi manjše potiska topel zrak, ko pride do stika toplejšega in hladnejšega zraka nastopi kondenzacija. Ta se vidi v dimu. Tako so jo vaščani poimenovali »hudičja prekajevalnica« ali »Dimnice« (temu pojavu smo lahko priča le pozimi).

## Nekaj o jami
Jama je dolga približno 6 km in globoka več kot 130 m. Dimnice so pretočna jama, ki ima rove razporejene v dveh nadstropjih. V prvem nadstropju so rovi suhi in imajo veliko kapnikov. V spodnjem pa teče potok, ki ponikne v vasi Velike Loče. Ta potok je tudi eden izmed pritokov reki Rižani.
V Dimnice vodi pot, ki se zaključi v »Plesni dvorani«, ki je namenjena prireditvam v jami. Ta dvorana se nahaja okoli 40 m pod površjem. Plesni dvorani sledi »Bela dvorana« s številnimi anemoliti in visokimi kapniškimi stebri. Tej dvorani sledita dve manjši in sicer »Vilinska dvorana« in »Marmitna dvorana«. Tema sledi ponovno ena izmed večjih in pomembnejših dvoran, »Podorna dvorana« v kateri je ena izmed največjih zaves. V tej dvorani je tudi veliko sigastih ponvic. V zadnji dvorani so sigove ponvice v obliki kitajskega zidu po katerem je tudi dvorana dobila ime, »Kitajska dvorana«. V Končni dvorani so koreni stalagmitov, zaključi pa se s sigovo kopo. ki zapira rov.
Dimnice zaradi zanimivosti pogosto obiskujejo učenci in dijaki. Jože Žumer je v jami razvijal tudi krasoslovno didaktiko.